# Hideyuki Ishida
Hideyuki Ishida (石田 英之 Ishida Hideyuki?, nacido el 15 de abril de 1982 en Kioto) es un exfutbolista japonés. Jugaba de delantero y su último club fue el Kamatamare Sanuki de Japón.

## Trayectoria

### Clubes
| Club              | País  | Año         |
| ----------------- | ----- | ----------- |
| Sagawa Printing   | Japón | 2005 - 2006 |
| Kataller Toyama   | Japón | 2007 - 2010 |
| Kamatamare Sanuki | Japón | 2011 - 2013 |